# Талька (провінція)
Провінція Талька (ісп. Provincia de Talca) — провінція у Чилі у складі області Мауле. Адміністративний центр — Талька. Складається з 10 комун. Територія — 9937,8 км². Населення — 352 966 осіб. Густота населення — 35,52 осіб/км².

## Географія
Провінція розташована У середній частині області Мауле.
Провінція межує:
- на півночі — провінція Куріко
- на сході — провінція Неукен (Аргентина)
- на півдні — провінції Лінарес та Каукенес
- на заході — Тихий океан

## Адміністративне поділ
Провінція складається з 10 комун:
- Талька. Адмін. центр — Талька.
- Сан-Клементе. Адмін. центр — Сан-Клементе.
- Пеларко. Адмін. центр — Пеларко.
- Пенкауе. Адмін. центр — Пенкауе.
- Мауле. Адмін. центр — Мауле.
- Сан-Рафаель. Адмін. центр — Сан-Рафаель.
- Курепто. Адмін. центр — Курепто.
- Конститусьйон. Адмін. центр — Конститусьйон.
- Емпедрадо. Адмін. центр — Емпедрадо.
- Ріо-Кларо. Адмін. центр — Кумпео.